# Tethydidae
Tethydidae is een familie van weekdieren uit de klasse van de Gastropoda (slakken).

## Geslachten
- Melibe Rang, 1829
  - = Chioraera Gould, 1852
  - = Jacunia de Filippi, 1867
  - = Melibaea
  - = Meliboea
  - = Propemelibe Allan, 1932
- Tethys Linnaeus, 1767
  - = Fimbria O'Donoghue, 1926